# Pierre IV (roi d'Aragon)
Pour les articles homonymes, voir Pierre IV.
Pierre IV d'Aragon dit le Cérémonieux ou el del punyalet (« celui avec une petite dague ») (en catalan Pere el Cerimoniós, en castillan Pedro el Ceremonioso), né le 5 octobre 1319 à Balaguer et mort le 5 janvier 1387 à Barcelone, est le fils aîné d'Alphonse IV le Débonnaire. Il est roi d'Aragon sous le nom de Pierre IV, comte de Barcelone sous le nom de Pierre III, roi de Valence sous le nom de Pierre II, roi de Sardaigne et de Corse sous le nom de Pierre Ier de 1336 à 1387. Après une guerre contre Jacques III, il devient roi de Majorque et comte de Roussillon et de Cerdagne de 1343/1349 à 1387. Enfin il est duc d'Athènes et de Néopatrie de 1381 à 1387.
C'est sous son règne que naît la première Généralité de Catalogne.

## Conquête de Majorque
Le roi de Majorque, son oncle et beau-frère Jacques III, rechigne à lui prêter un hommage, qu'il finit pourtant par lui rendre sous une forme qui laisse Pierre IV insatisfait. Celui-ci prend prétexte de l'appel à l'aide de Jacques III dans son conflit avec le royaume de France pour la seigneurie de Montpellier, en 1341, pour le convoquer à Barcelone, invitation déclinée par le roi de Majorque. Soucieux de ne pas froisser ses alliés français, le roi d'Aragon considère son vassal comme déchu de son droit à l'assistance de son suzerain. Il prend également prétexte de la circulation de la propre monnaie du roi de Majorque dans le comté de Roussillon, qui constituerait un délit au regard du monopole royal existant dans le royaume d'Aragon. En 1349, Jacques III est tué par les troupes aragonaises à la bataille de Llucmajor à Majorque. Le royaume de Majorque est alors rattaché à la couronne d'Aragon.

## La Guerre des deux Pierre
En 1356, Pierre IV s'engage avec Pierre Ier de Castille, dit le Cruel, dans ce qui sera appelé la « Guerre des Deux Pierre ». Pierre le Cruel meurt en 1369 et son rival Henri de Trastamare est alors reconnu roi de Castille. C'est dans ces conditions que sera conclu entre Aragon et Castille, en 1375, le traité d'Almazán, sans vainqueur ni vaincu, du fait de la peste noire et de plusieurs catastrophes naturelles.
Une des filles de Pierre IV d'Aragon épousera le fils d'Henri de Trastamare, Jean Ier de Castille.
Pendant son règne, Pierre IV eut de fréquents conflits avec l'inquisiteur général d'Aragon, Nicolas Eymerich.
Sous son règne, la Generalitat est instituée dans les cours de 1358-1359. Il écrit la Chronique de son nom. On dit que ses ordonnances « furent à l'origine du cérémonial et du protocole des cours européennes ».

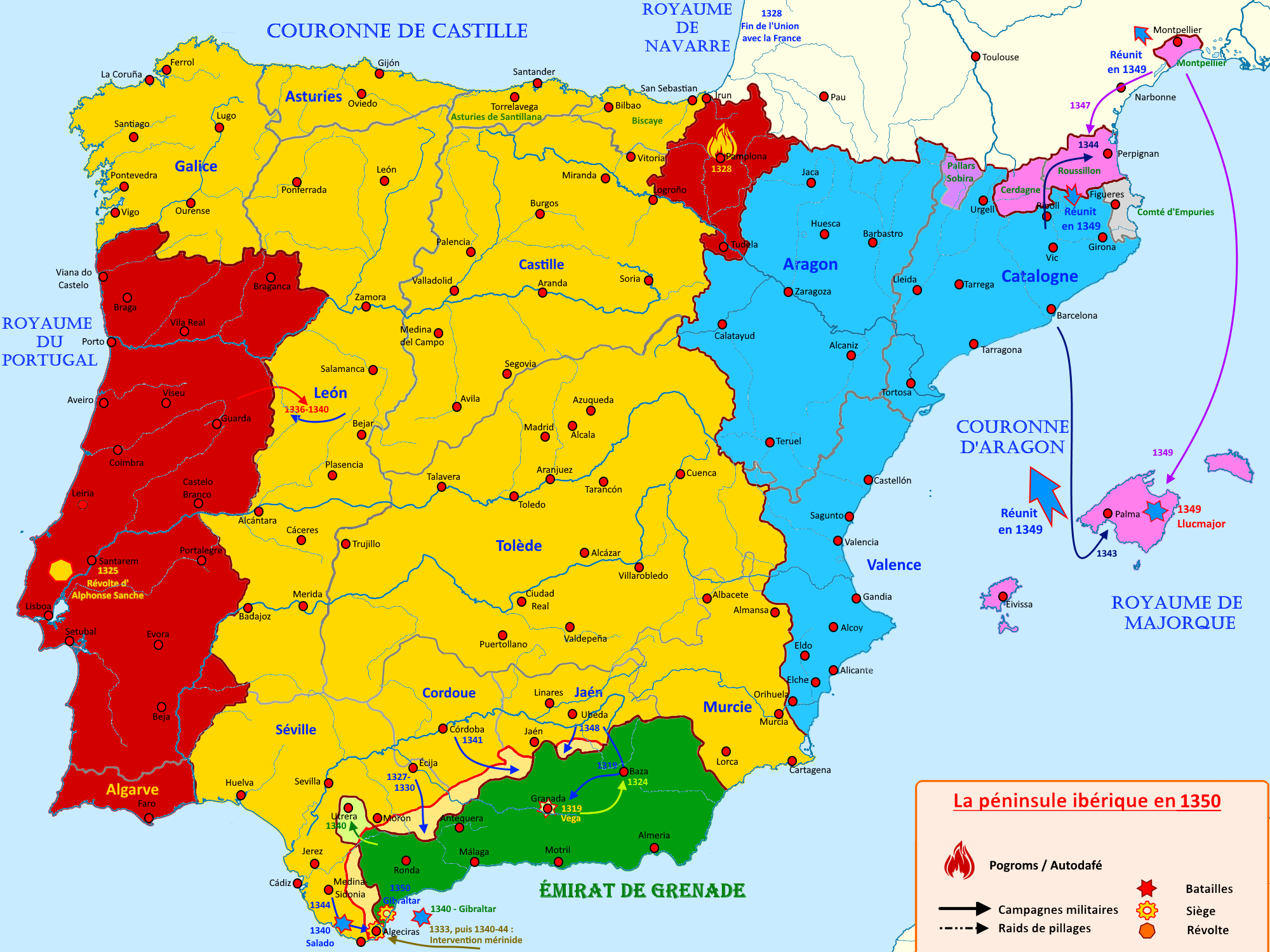
La couronne d'Aragon de 1314 à 1350

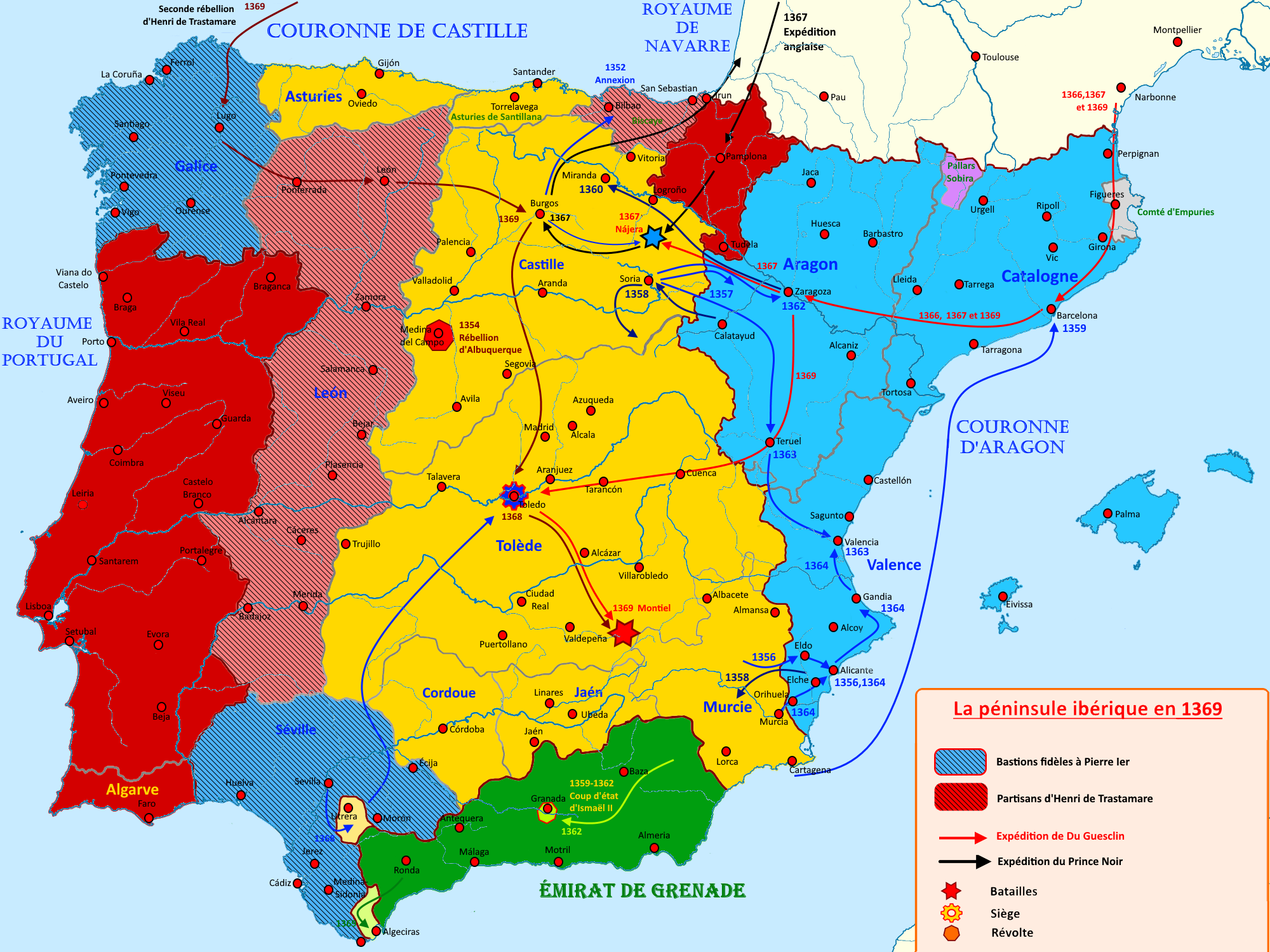
La "guerre des Pierre"

## Mariage et enfants
En 1338, il épouse Marie de Navarre (1330-1347), fille de Philippe III de Navarre. Ils ont quatre enfants :
- Constance (1343-1363), qui épouse Frédéric III le Simple, roi de Sicile ;
- Jeanne (1344-1385), mariée à Jean Ier, comte d'Empúries ;
- Marie (1345-1348) ;
- Pierre (1347).

Le 19 septembre 1347, il épouse Éléonore de Portugal (1328-1348), fille d'Alphonse IV de Portugal. Elle meurt un an plus tard de la peste.
Son troisième mariage, le 27 août 1349, est avec sa cousine Éléonore de Sicile (1325-1375), fille de Pierre II de Sicile. Quatre enfants naquirent de ce mariage :
- Jean Ier (1350-1396), épouse en 1373 Marthe d'Armagnac (+1378), avec qui il a une fille ayant atteint l'âge adulte, Jeanne d'Aragon, comtesse de Foix, puis se remarie en 1380 avec Yolande de Bar avec qui il a une fille survivante, Yolande d'Aragon, qui épouse Louis II d'Anjou ;
- Martin Ier (1356-1410) ;
- Éléonore (1358-1382), qui épousa Jean Ier de Castille et fut la mère de Ferdinand Ier d'Aragon ;
- Alphonse (1362-1364).

Son dernier mariage, le 11 octobre 1377, fut avec Sibylle de Fortià, avec qui il a trois enfants, dont seule une fille survit à l'enfance :
- Alfonse (1376-1377) (né avant le mariage et légitimé en 1377) ;
- Pierre (1379) ;
- Isabelle (vers 1380-1424), qui épouse son cousin Jacques II, comte d'Urgell.

### Sources et bibliographie
- (ca) Armand de Fluvià (préf. Josep M. Salrach), Els primitius comtats i vescomptats de Catalunya : Cronologia de comtes i vescomtes, Barcelone, Enciclopèdia catalana, coll. « Biblioteca universitària » (no 11), avril 1989, 238 p. (ISBN 84-7739-076-2), p. 33-34
- (ca) Jaume Sobrequés i Callicó et Mercè Morales i Montoya, Contes, reis, comtesses i reines de Catalunya, Barcelone, Editorial Base, coll. « Base Històrica » (no 75), avril 2011, 272 p. (ISBN 978-84-15267-24-9), p. 127-137